# Koning Arthur en de ronde tafel
Koning Arthur en de ronde tafel is een voor kinderen geschreven historische roman van de hand van de Britse schrijver Roger Lancelyn Green (2 november 1918 – 8 oktober 1987). Het boek verscheen in 1953 als King Arthur and His Knights of the Round Table in de Puffin-reeks, een populaire serie pocketboeken. Het werd in het Nederlands vertaald. 
Het boek bestaat in de Nederlandse vertaling uit 4 delen; Arthurs komst, De Ridders van de Ronde Tafel, Het zoeken naar de Heilige Graal en ten slotte Arthurs heengaan.
De behandeling van het populaire Arthur- en graalthema is bij Roger Lancelyn Green anders dan bij andere schrijvers. Green beschouwt de meest geraadpleegde bron, Thomas Malory's Le Morte d'Arthur als een verzameling losse verhalen. Green ordent deze verhalen naar eigen inzicht zodat er een chronologisch verhaal ontstaat waarin ook andere legenden over en rond Arthur een plaats krijgen.
Green voert Arthur op als Koning van het rijk Logres. Hoofdpersonen zijn Arthur, Merlijn en de ridders van de ronde tafel.